# Sven Sandström (konsthistoriker)
Sven Erik Åke Sandström, född 26 februari 1927 i Stockholm, är en svensk konsthistoriker och kunskapsteoretiker, professor i konstvetenskap vid Lunds universitet 1977–1993 samt målare och tecknare.
Sven Sandström är son till läroverksadjunkten Gunnar Erik Sandström och distriktstandläkaren Inga Ragnhild Malmros och 1953–1968 gift med bibliotekarien och författaren Colibrine Sandström och sedan gift med docenten i konstvetenskap Elisabeth Lidén.
Sandström disputerade 1955 på en avhandling om Odilon Redons fantasivärld och utgav 1964 Den graderade overkligheten, ett verk om strukturproblem i den italienska renässansens muralmåleri. Dess teoretiska aspekter fördes vidare 1986 med Anchorage of Imagination. Som forskare med beteendevetenskaplig inriktning gav han 1970 ut tre antologier och skrev bland annat A Common Taste in Art (ARIS, 1977) baserad på experiment och enkäter. Inom ett forskningsprojekt om den offentliga konsten i samhället som han då ledde var han medförfattare i flera skrifter. bland annat Konst i ett bostadsområde 1979. Under 1980-talet ägnade han sig främst åt teoretiska problem, men redan 1965 hade han gett ut Konstforskning, en polemisk granskning av konsthistorien som teoretiskt ansvarsområde. Se och uppleva kom 1983, en handbok om estetisk synupplevelse. Sedan följde den vetenskapsteoretiska studien Dolda källor 1986, om källkritikens räckvidd, och Verkligheten är ett innanhav (1987) om den inre världsbildens omfång och teoretiska villkor.
Sandström var gästprofessor vid Universitetet i Iowa City 1967–1968 och hade en tjänst i beteendevetenskaplig konstforskning vid Humanistiska forskningsrådet 1971–1977 samt var ledamot av Humanistisk-samhällsvetenskapliga forskningsrådet 1977–1980. Han startade 1965 Dokumenteringsarkiv för modern konst i Lund och initierade dess datasökningssystem två år senare.
Sven Sandström är författare till flera konstnärsmonografier, samt till renässansdelen och delen om modernismen i handboken Levande konst genom tiderna (1965, 1971) och har redigerat samt medarbetat i handboken Konsten i Sverige (1966–1974) och redigerat samt delvis skrivit den svenska versionen av Fogtdals konstlexikon i 18 delar, 1988–1999.
Han är huvudförfattare till artiklar om bildkonst i Nationalencyklopedin. 
Från 1989 arbetade han med en teori om synbilden som särskild kunskapsstruktur utanför och under språket, och redovisade ett första resultat med Intuition och åskådlighet (1995). Denna teoris avvikelser från och relationer till gängse språkbunden kunskapsteori är huvudtemat i Explaining the Obvious (2007). Sedan 2009 är han främst verksam med att från en  konsthistorisk aspekt utforska världens allra äldsta bevarade bilder.
I en artikel i Fornvännen 2015:1  avslöjade han förfalskade bilder i den franska grottan La Marche och publicerade samma och följande år  två etappresultat "On Learning and Continuing The Palaeolitic Tradition of Art", samt "On the oldest images now to be seen and their prehistory."
Som konstnär debuterade han i en grupputställning i Kristianstad 1944 och medverkade några år senare som illustratör i tidskriften 40-tal och i studentorganet Lundagård.

## Släktingar
Sven Sandström är bror till professor Jan Sandström och farbror till förläggaren Daniel Sandström. Han är vidare sonsons son till musikdirektör Carl Israel Sandström.

## Utmärkelser, ledamotskap och priser
- Ledamot av Vetenskapssocieteten i Lund (LVSL, 1959)[2]
- Ledamot av Kungliga Vitterhetsakademien (1986).